# David Owen

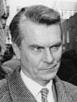
David Owen

David Anthony Llewellyn Owen, Baron Owen (n. 2 iulie 1938, City of Plymouth⁠(d), Anglia, Regatul Unit) este un politician britanic, care a îndeplinit funcția de ministru de externe al Marii Britanii (1977-1979) și a fost unul din autorii planurilor de pace pentru fosta Iugoslavie (Planurile Vance-Owen și Owen-Stoltenberg).

## Cărți publicate
- The Politics of Defence (Taplinger Pub. Co, 1972)
- Human Rights (W.W. Norton & Company, 1978)
- Face the Future (Greenwood Press, 1981)
- Balkan Odyssey (Victor Gollancz, 1995)
- Time to Declare (Michael Joseph, 1992)
- Personally Speaking (Weidenfeld and Nicolson, 1987)
- The Hubris Syndrome: Bush, Blair and the Intoxication of Power Arhivat în 14 decembrie 2007, la Wayback Machine. (Politico's, 2007)

## Legături externe
- The David Owen Archive Arhivat în 15 decembrie 2005, la Wayback Machine. at the University of Liverpool
- David Owen resigns as SDP leader (BBC News On This Day webpage, including news report footage)
- Lord Owen's entry in the United Kingdom Parliament's alphabetical list of members of the House of Lords.
- Lord Owen's listing Arhivat în 10 martie 2008, la Wayback Machine. at dodonline.co.uk (online version of Dod's Parliamentary Companion).
- The Hubris Syndrome: the intoxication of power Arhivat în 2 noiembrie 2007, la Wayback Machine., a talk by Lord David Owen at the London School of Economics and Political Science, Oct 9, 2007.